# Bimbo Coles
Pour les articles homonymes, voir Coles.
Vernell Eufaye « Bimbo » Coles, né le 22 avril 1968 à Covington en Virginie, est un ancien joueur américain de basket-ball évoluant au poste de meneur et actuellement entraîneur.

## Biographie
Bimbo Coles évolue à Greenbrier East High School à Lewisburg, en Virginie-Occidentale. Il rejoint ensuite l'équipe des Virginia Tech Hokies durant quatre saisons (de 1986 à 1990). Il fait partie de l'équipe américaine aux Jeux olympiques 1988. Coles est sélectionné par les Sacramento Kings au 40e rang de la draft 1990, mais il est immédiatement transféré au Heat de Miami en échange du meneur vétéran Rory Sparrow. Il aura également porté le maillot des Warriors de Golden State, des Hawks d'Atlanta, des Cavaliers de Cleveland et des Celtics de Boston.
Coles a également joué au baseball au poste de joueur de champ extérieur ; il a été sélectionné par les California Angels au 53e tour de la draft de la Major League Baseball 1990.
Il gagne le surnom de « Bimbo » en référence à une chanson de musique country.